# Elizabeth Eckford
Pour les articles homonymes, voir Eckford.
Elizabeth Eckford, née le 4 octobre 1941 à Little Rock en Arkansas, est l'une des neuf élèves de Little Rock à avoir été inscrite dans une école blanche aux États-Unis en 1957. Comme tous les Noirs du Sud des États-Unis, elle fréquente une école pour élèves Noirs : c’est encore l'époque de la ségrégation raciale. En effet près d'un siècle après la fin de la guerre civile et la signature de la proclamation de l'émancipation , le racisme était toujours omniprésent aux États-Unis et plus particulièrement dans le Sud des États-Unis.
Alors qu’elle a 12 ans, la Cour suprême des États-Unis déclare que la ségrégation des élèves est illégale. Mais en Arkansas, les écoles de Blancs refusent toujours d’accepter les élèves Noirs. Le 4 septembre 1957, Elizabeth et huit autres élèves tentent d’entrer à l’école secondaire de Little Rock, réservée aux Blancs.

## Biographie
Elizabeth Eckford est née le 4 octobre 1941 d'une fratrie de six enfants. Elle est la fille d'Oscar Eckford, préposé aux entretiens des wagons-restaurants ; sa mère, Birdie, était enseignante d'une école spéciale pour aveugles et sourds.
En mai 1954, la Cour suprême des États-Unis déclare la ségrégation dans les écoles publiques illégale avec l'affaire Brown v. Board of Education. En septembre 1957, neuf élèves noirs, surnommés ensuite les Neuf de Little Rock, sont inscrits au lycée central de Little Rock dans l'Arkansas, jusque-là réservé seulement aux blancs.

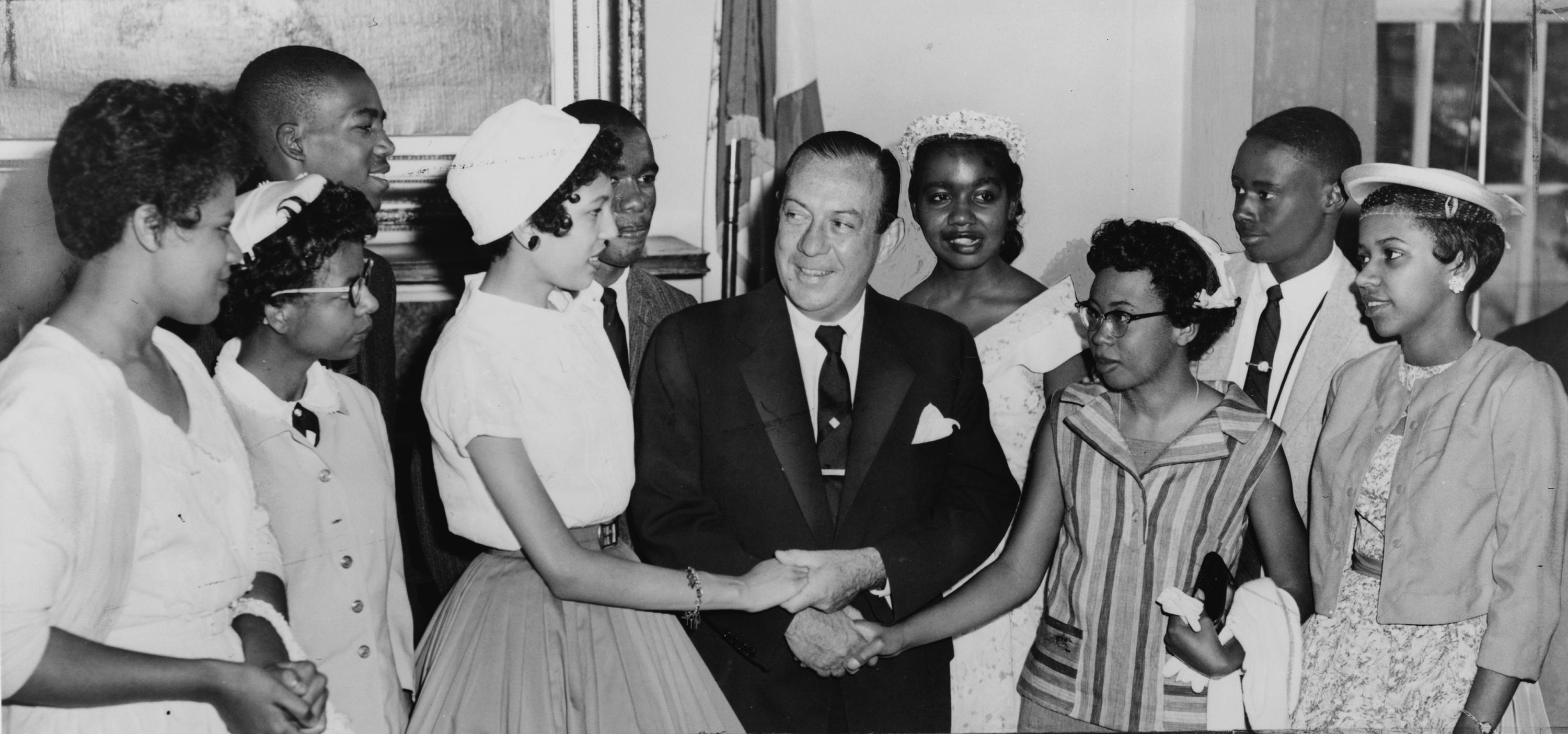
Le maire de New York félicitant les neuf étudiants. Elizabeth Eckford est la deuxième à gauche.

Le 4 septembre 1957, Elizabeth arrive à l'école où une foule de 400 personnes en colère est amassée, soutenue par la Garde Nationale de l'Arkansas. Le gouverneur de l'état, Orval Faubus a en effet donné l'ordre d'empêcher les élèves d'entrer. Elizabeth Eckford est contrainte de fuir à travers la foule et se réfugie près d'un arrêt de bus.
À l'origine, les neuf élèves devaient arriver ensemble, mais le lieu de rendez-vous avait été modifié la veille. La famille d'Elizabeth n'ayant pas de téléphone, ils n'avaient pas été prévenus. Elizabeth était donc la première sur place, subissant les cris et les insultes de la foule. Consciente des dérives possibles, la NAACP, en la personne de Daisy Bates, avait décidé de faire escorter les élèves.
Pendant les deux semaines qui ont suivi, les neuf élèves noirs ne sont pas retournés à l'école. Le 23 septembre 1957, les élèves tentent une nouvelle fois d'entrer dans l'école, escortés par la police. Mais cette fois, c'est une foule de 1 000 personnes qui les attend. Le lendemain, Dwight Eisenhower, Président des États-Unis prend le contrôle de la Garde Nationale de l'Arkansas, à la suite du refus du gouverneur de l'État de coopérer. Tout au long de l'année, la Garde Nationale de l'Arkansas ainsi que la 101e division aéroportée sont déployées à l'école, sans toutefois empêcher complètement les violences à l'égard des élèves noirs. En effet, Elizabeth Eckford subit crachats, coups et insultes tout au long de l'année. L'année suivante, toutes les écoles de la ville sont fermées afin d'éviter que le scandale de l'année précédente se reproduise.
En 1954, Elizabeth déménage à Saint Louis, au Missouri, où elle termine son secondaire et obtient un bachelor's degree en histoire. Elle revient finalement vivre à Little Rock. Elle aura un fils, Erin Eckford, tué par la police durant une intervention. Aujourd’hui, l’école abrite un musée qui commémore ces événements et dénonce la discrimination raciale.